# Château de Ragnit
Le château de Ragnit (en allemand : Burg Ragnit, en russe : замок Рагнит) est un château fort médiéval en ruines de l’époque des chevaliers teutoniques. Il se trouve en Russie baltique (oblast de Kaliningrad) à Neman, anciennement Ragnit, en province de Prusse-Orientale. Sa restauration complète a commencé en 2023, avec le soutien du gouvernement de l'oblast.

## Historique
C’est en 1277 qu’un ancien fortin vieux-prussien du nom de Ragnit fut brûlé par les chevaliers teutoniques. Les chevaliers, qui avaient été appelés par le duc de Mazovie pour christianiser la région, firent donc bâtir un nouveau château fort pour surveiller le Niémen. Le maître provincial Meinhard von Querfurt l’inaugura et le fit bénir en 1289. On l’appela au début Landeshutte, mais le nom de Ragnit demeura à partir de 1326 et au fil des siècles, jusqu’en 1947, où la ville prit le nom de Neman, du nom du fleuve Niémen en russe. La forteresse, qui avait rang de commanderie, résista aux Lituaniens en 1295. Elle est renforcée et reconstruite en 1356 par Winrich von Kniprode et entourée de fossés, mais les Lituaniens incendièrent le château en 1365. Le chevalier Konrad Zölner von Rottenstein décida donc par la suite de renforcer encore les défenses du château. Ce sont les ruines de cette époque que l’on peut voir encore de nos jours.

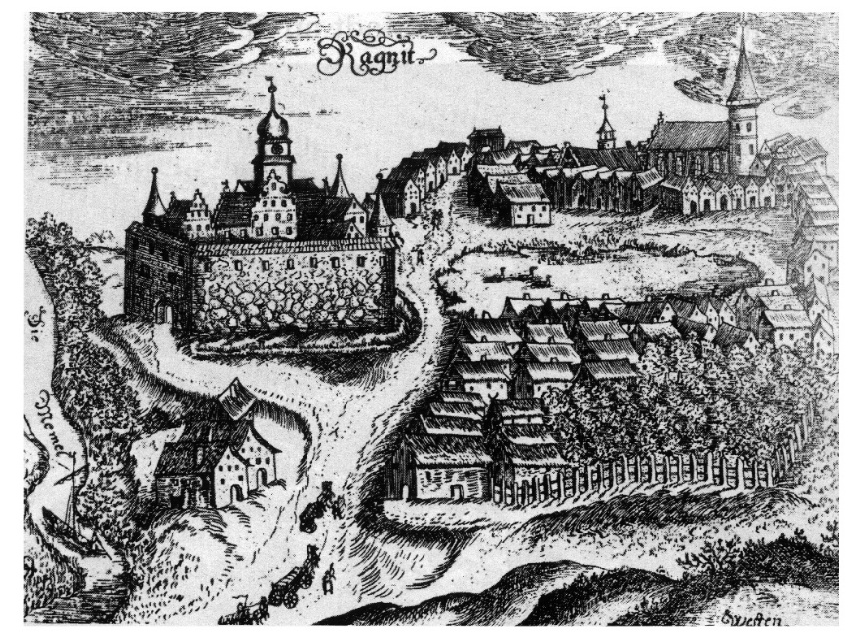
Vue du château et du bourg de Ragnit en 1684

Le château fut endommagé par l’artillerie du feldmarschall-comte Apraxine en 1757.
L’administration du royaume de Prusse y installa en 1825 une prison d’État, mais elle souffrit d’un incendie en 1829 et fut entièrement restaurée dans les années 1840. On y installa le tribunal de l’arrondissement de Ragnit en 1839, ainsi que celui de la ville, puis à partir de 1849 un tribunal militaire de la région. Le tribunal de la ville et celui de l’arrondissement retournèrent dans les lieux en 1879.

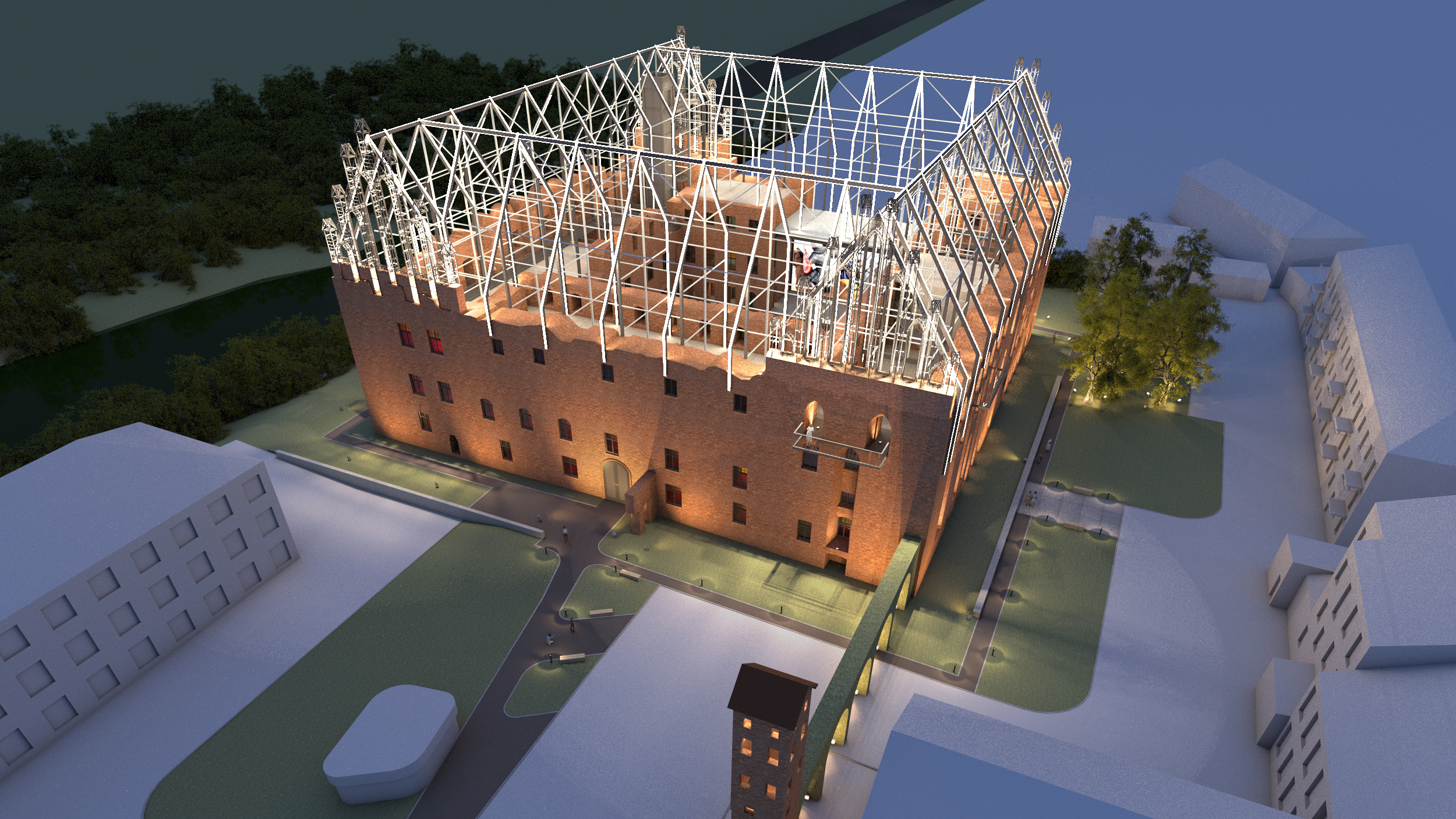
Visualisation numérique du projet de reconstruction.

Le château, jusque-là bien conservé, souffrit des dommages de la campagne de Prusse-Orientale de l’Armée rouge à partir de janvier 1945. Il n’était plus que ruines dans les années 1970.

## Illustrations techniques

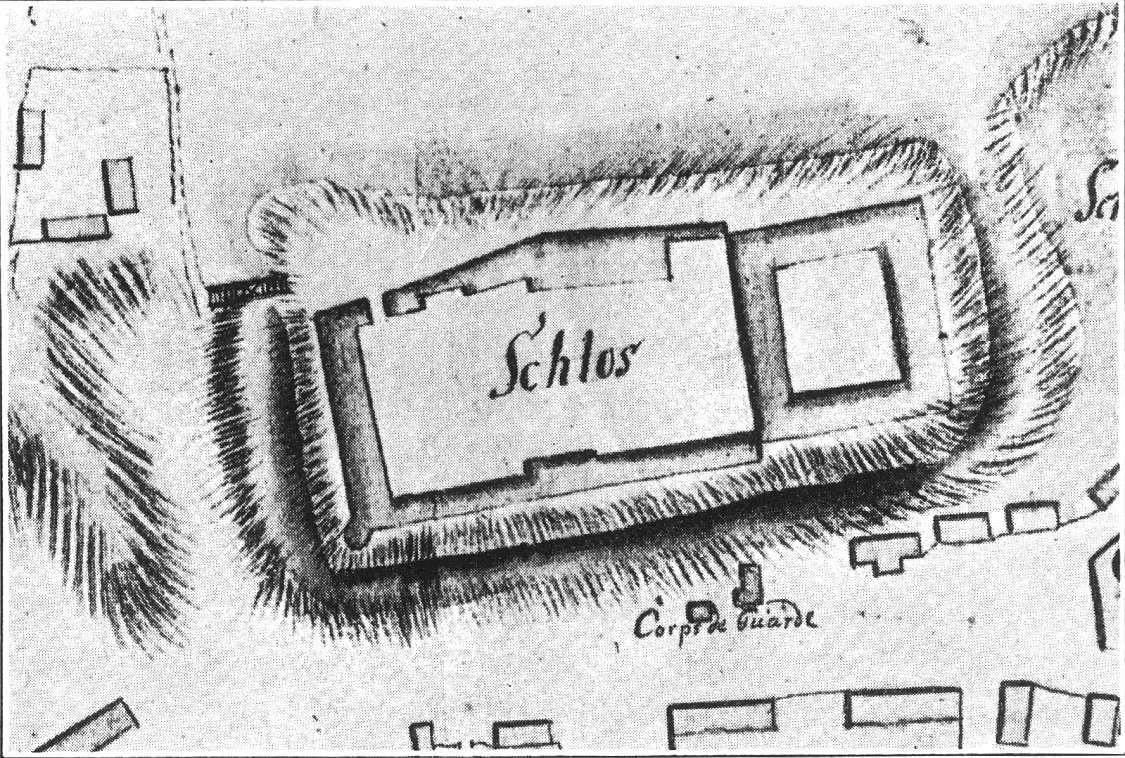
Plan, tracé au XVIIIe siècle
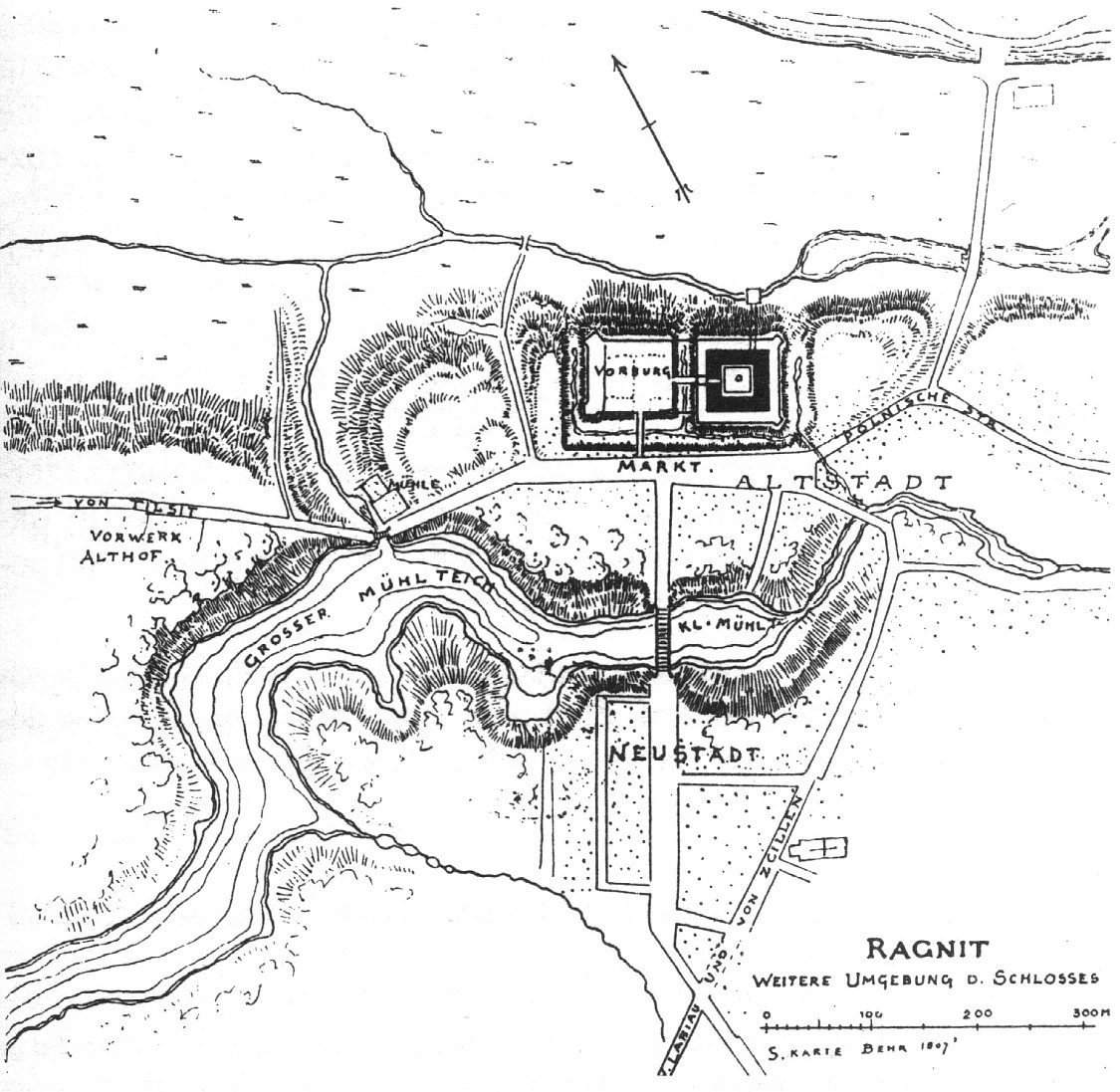
Plan du château de Ragnit par Conrad Steinbrecht à la fin du XIXe siècle
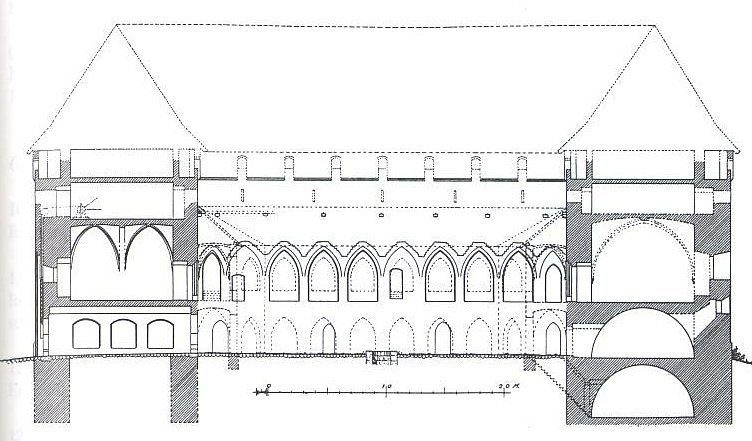
Coupe sur le bâtiment principal du château de Ragnit, par Conrad Steinbrecht

## Source
- (ru) Cet article est partiellement ou en totalité issu de l’article de Wikipédia en russe intitulé « Замок Рагнит » (voir la liste des auteurs).